# Előd Dudás
Előd Dudás, madžarski jezikoslovec, slavist, slovenist, kroatist, prevajalec. 2. marec 1987, Budimpešta. Predava na oddelku za slavistiko na Filozofski Fakulteti Univerze Lóránta Eötvösa (ELTE) v Budimpešti.

## Življenjepis
Előd Dudás je odraščal v naselju Tápiószecső v županiji Pešta. 2005 je maturiral v Gimnaziji Svetega Ladislava v Budimpešti. Od 2006 do 2009 je študiral na slavističnem oddelku Univerze Lóranta Eötvösa slovenščino in hrvaščino. Diplomsko delo je napisal z naslovom Prevzeto madžarsko besedje v stari knjižni prekmurščini pod mentorstvom Marka Jesenška z odlično oceno.
Od 2009 do 2011 je študiral na drugi stopnji. Magistrsko delo je napisal z naslovom Madžarski jezikovni vpliv v besedišču Martjanske pesmarice pod mentorstvom Marije Bajzek Lukač tudi z odlično oceno.
Od 2011 do 2014 je izvršil doktorski študij z doktorsko disertacijo A muravidéki szlovén irodalmi nyelv magyar jövevényszavai (Madžarske izposojenke prekmurskega slovenskega knjižnega jezika). Tudi je Marija Bajzek Lukač mentorirala to delo.
Danes živi v Ceglédbercelu.

## Delo in raziskovalna področja
Trenutno deluje kot asistent slavistike na Univerzi Lóranta Eötvösa v Budimpešti. Na fakulteti uči hrvaški jezik, književnost in literarno zgodovino. Raziskuje madžarsko-prekmurske jezikovne in madžarsko-slovenske literarne stike ter zgodovino prekmurskega knjižnega jezika, sodobno prekmurščino, zgodovino prekmurskega pravopisa, zgodovino kajkavskega knjižnega jezika ter madžarsko-hrvaške jezikovne in literarne stike. Udeležil se je slavističnih konferenc o slovenskem, hrvaškem in češkem jeziku. Napisal je mnogo razprav in znanstvenih člankov v slovenščini, hrvaščini in madžarščini. Tudi je sodaloval pri urejanju antologij in prevajanju slovenskih leposlovnih besedil.

## Dela v slovenščini
- Madžarski kalk hištvo in sorodno v stari knjižni prekmurščini. Slovenski jezik – Slovene Linguistic Studies 8 (2011): 35–43.
- Madžarski jezikovni vpliv v besedišču Martjanske pesmarice. Jezikoslovni zapiski 17/1 (2011): 35–72.
- Primerjalni zgodovinski razvoj prekmurskega črkopisa. Jezikoslovni zapiski 18/2 (2012): 149–165.
- Vprašanje časa prevzema madžarskih izposojenk v prekmurski knjižni jezik. Jezikoslovni zapiski 20/1 (2014): 135–144.
- Prevzeto madžarsko besedje v stari knjižni prekmurščini. In: Zbornik Slavistčnega društva Slovenije 20. Slovenski mikorkozmosi – medetnični in medkulturni odnosi. Szerk.: Irena Novak Popov. Ljubljana: Zveza društev Slavistično društvo Slovenije, 2009. 131–140.
- Glasoslovne in oblikoslovne značilnosti prekmurskega knjižnega jezika po letu 1900. In: Na kus reči. Rara avis IX. 1. diel – jazykoveda. Zborník z IX. filologickej konferencie. Szerk: Mgr. Zdenka Kumorová, PhD–Mgr. Dana Palecsková–Mgr. Peter Gregorík. Trnava: Filozofická fakulta Univerzity sv. Cyrila a Metoda v Trnave Katedra slovenského jazyka a literatúry, 2012. 51–58.
- Vpliv Jana Husa na razvoj madžarskega in prekmurskega črkopisa. In: Na kus reči. Rara avis X. Zborník z X. Filologickej konferencie. Szerk. Mgr. Zdenka Kumorová PhD–Mgr. Peter Gregrík PhD–Mgr. Dana Palecsková. Trnava: Filozofická fakulta Univerzity sv. Cyrila a Metoda v Trnave Katedra slovenského jazyka a literatúry, 2013. 27–32.
- Madžarsko-slovenski jezikovni stiki v Prekmurju. In: PhiloSlovenica. Mednarodno znanstveno srečanje doktorskih študentov slovenistike in slavistike. Zbornik študentske sekcije Slavističnega društva Slovenije 2. Szerk. Nina Ditmajer. Maribor: Zveza društev Slavistično društvo Slovenije–Slavistično društvo Maribor, 2014. 21–32.